# Cabeça de um personagem de lápis-lazúli

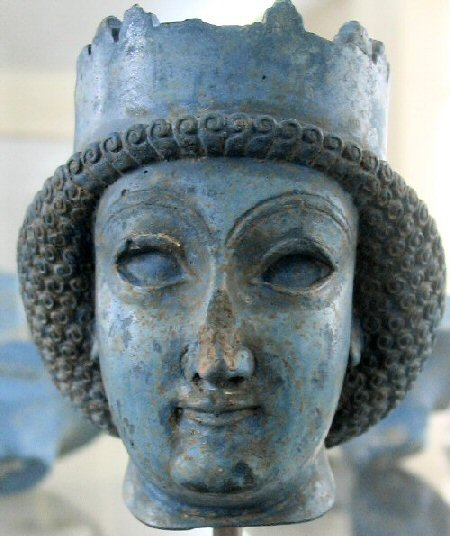
Fotografia frontal da peça

A cabeça de um personagem de lápis-lazúli é um item arqueológico mantido no Museu Nacional do Irã em Teerã e encontrado no sítio arqueológico de Persépolis, capital do Império Aquemênida. Tem 6,5 centímetros de altura e 6 centímetros de largura, e data dos séculos V a IV a.C.
Esta figura feita de lápis-lazúli, um mineral de cor azul intensa frequentemente usada em objetos decorativos, é notavelmente precisa. Segundo alguns historiadores, a figura aquemênida com coroa com ameias representa um jovem príncipe. Na verdade, seu penteado é característico e se assemelha ao de uma figura de calcário aquemênida mantida no Museu do Louvre. Seu material também lembra o busto de um medo com um filhote de leão nos braços (19 cm x 1,16 cm) mantido no Museu de Arte de Cleveland.
Outros historiadores, considerando a mencionada coroa e a expressão de grande serenidade em seu rosto, acham que a figura representa uma divindade, além disso o material é frequentemente o mesmo usado para fazer estatuetas de deuses. Sugere-se que o busto representa a deusa Anaíta. A opinião ligeiramente romântica de que seria uma representação da rainha aquemênida Atossa não é sustentada por nenhuma evidência.
O busto foi exibido pela primeira vez ao público europeu em Roma, em 1956, na exposição de arte iraniana apresentada pelo professor Tucci. Também foi apresentado em Paris, no Petit Palais, na exposição “7000 d'art en Iran” organizada pela Association Française d'Action Artistique de la Ville de Paris, por ocasião da celebração do 2500º aniversário da monarquia iraniana, de outubro de 1961 a janeiro.